# The Divorcee
 The Divorcee és una pel·lícula estatunidenca dirigida per Robert Z. Leonard, estrenada el 1930. Escrita per Nick Grindé, John Meehan i Zelda Sears, basat en la novel·la Ex-Wife d'Ursula Parrott. Va ser nominada per l'Oscar al millor director. També va ser nominada a l'Oscar a la millor pel·lícula i va guanyar l'Oscar a la millor actriu per Norma Shearer.

## Argument
Després de tres anys de matrimoni, una dona descobreix que el seu marit és infidel. Considerant que és del tot normal agafar un amant, comença el camí de la separació...

## Repartiment
- Norma Shearer: Jerry Bernard Martin
- Chester Morris: Theodore 'Ted' Martin
- Conrad Nagel: Paul
- Robert Montgomery: Don
- Florence Eldridge: Helen Baldwin
- Helene Millard: Mary
- Robert Elliott: Bill Baldwin
- Mary Doran: Janice Dickson Meredith
- Tyler Brooke: Hank, el que toca l'ukulele
- Zelda Sears: Hannah
- George Irving: Dr. Bernard, pare de Jerry

## Premis i nominacions

### Premis
- Oscar a la millor actriu per a Norma Shearer

### Nominacions
- Oscar a la millor pel·lícula
- Oscar al millor director per Robert Z. Leonard
- Oscar al millor guió adaptat per John Meehan